# Johannes Lochner
Johannes Lochner, född 15 oktober 1990 i Berchtesgaden, är en tysk bobåkare.

## Karriär
Vid EM 2025 i Lillehammer tog Lochner silver tillsammans med Georg Fleischhauer i tvåmannabob samt guld tillsammans med Florian Bauer, Jörn Wenzel och Georg Fleischhauer i fyrmannabob.